# Đội tuyển bóng đá U-20 quốc gia Nhật Bản
Đội tuyển bóng đá U-20 quốc gia Nhật Bản là một đội tuyển bóng đá quốc gia của Nhật Bản và được quản lý bởi Hiệp hội bóng đá Nhật Bản. U-19 Nhật Bản là nồng cốt cho U-20 Nhật Bản tham dự các giải đấu lớn của châu Á và thế giới.

## Danh hiệu

### Quốc tế
- Giải vô địch bóng đá U-20 thế giới

Á quân (1): 1999

### Châu lục
Giải vô địch bóng đá U-19 châu Á
- Vô địch (1): 2016

Á quân (6): 1973, 1994, 1998, 2000, 2002, 2006